# Tacna (region)
Tacna er en af de 25 regioner, beliggende i den sydligste del af Peru. Hovedbyen hedder også Tacna.
17°36′S 70°12′V / 17.6°S 70.2°V